# ميشال زيفاكو
ميشال زيفاكو (بالفرنسية: Michel Zévaco)‏،كاتب وروائي ومخرج وناشر فرنسي مشهور.

## سيرة ذاتية
ولد ميشال في 1 فبراير 1860 في جزيرة كورسيكا الفرنسية وأمضى سنوات مراهقته في مدرسة داخلية، لم يتوقف عند هذا الحد بل أكمل دراسته الجامعية فحصل على درجة البكالوريوس في عام 1878، وعمل مدرساً لفترة قصيرة وهو في سن العشرين والتحق بالجيش لمدة أربع سنوات وقدم استقالته في عام 1886.
أسس مجلة Gueux الأسبوعية، وأصبح صحفياً متشدداً، فكان يكتب في الصحف الثورية المختلفة فدعى إلى النضال والثورة ضد الدين في نهاية القرن التاسع عشر.
في 6 أكتوبر 1892 تم حبسه لمده 6 شهور وتغريمه بسبب قوله في جلسة علنية: «إن المواطنين يقتلوننا من الجوع، ويسرقون ويقتلون، جميع الوسائل جيدة للتخلص من هذا العفن.» فتم الحكم عليه من قبل محكمة الجنايات العليا لنهر السين في باريس.
بعد خروجه من السجن اعتزل السياسة فتفرغ إلى كتاباته الأدبية فكانت له العديد من الروايات والمسلسلات الشعبية الراسخة التي ترجمت إلى عدة لغات منها العربية.

## بعض مؤلفاته المترجمة إلى العربية
1. الفارس الخالد
2. المؤامرة الكبرى
3. انتصار باردليان
4. صخرة الحب
5. جسر التنهدات
6. القزم العاشق
7. ظهور باردليان
8. انتقام فوستا
9. الفارس اليتيم
10. جوهان الشجاع ((ابن باردليان))
11. فوستا وبردليان
12. رسول الملك
13. عاشق فنيسيا
14. بورجيا
15. جسر التنهدات
16. الوصية السرية
17. ملك النور
18. ظهور باردليان
19. سيف باردليان
20. المغامرة الكبرى
21. باردليان 1 و 2 و 3
22. كابيتان
23. ماري روز
24. جريمة وعقاب ( الجزء الثاني من ماري روز)
25. شهداء التعصب

## وفاته
توفي عام 1918 بسبب السرطان، فخلف وراءه ثروة أدبية خالدة إلى يومنا هذا.

## روابط خارجية
- ميشال زيفاكو على موقع IMDb (الإنجليزية)